# Gare de Toulouse-Raynal
Pour les articles homonymes, voir Gare de Toulouse et Raynal.
La gare de Toulouse-Raynal est une ancienne gare de triage de Toulouse, située dans le quartier éponyme.

## Situation ferroviaire
La gare est contiguë à la gare Matabiau et est située au nord de cette dernière.

## Histoire
La gare est mise en service par la Compagnie des Chemins de Fer du Midi à la fin du XIXe siècle.
Le 30 juillet 1944, la gare Raynal est le point de départ du dernier convoi de déportation au départ de Toulouse : le convoi 81 qui rassemble des déportés pour raison raciale et pour raison politique, ainsi que des étrangers détenus jusque là dans le camp d'internement du Vernet. 
En 1948, une partie de l'activité de triage a été transférée au triage de Saint-Jory, lequel est fermé en 2005.
En 2004, la gare de Toulouse-Raynal a été reconvertie en site de maintenance et remisage, et en Technicentre.
Pour les années 2020, son site est concerné par le projet d'urbanisme du Grand Matabiau.